# نویکلوستر
شهر نویکلوستر (به آلمانی: Neukloster) در ایالت مکلنبورگ-فورپومن در کشور آلمان واقع شده‌است.

## نگارخانه

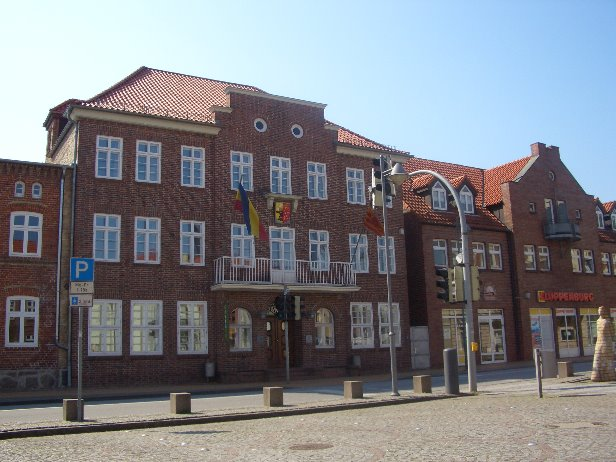
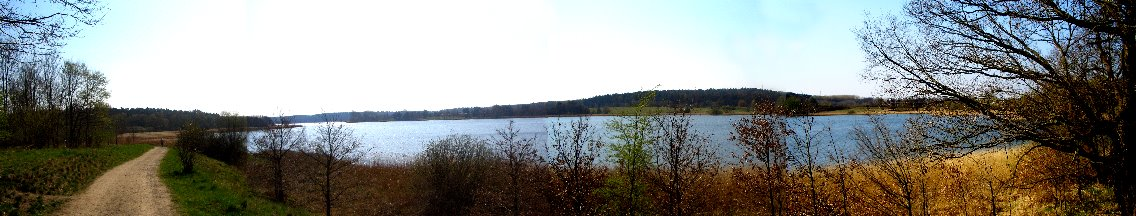